# Ana Carrascosa
Ana Carrascosa Zaragoza, née le 6 mai 1980 à Valence, est une judokate espagnole évoluant dans la catégorie des moins de 52 kg (poids mi-légers).

## Palmarès
| Année | Compétition           | Lieu      | Résultat | Catégorie      |
| ----- | --------------------- | --------- | -------- | -------------- |
| 2002  | Championnats d'Europe | Maribor   | 2e       | Moins de 52 kg |
| 2008  | Championnats d'Europe | Lisbonne  | 1re      | Moins de 52 kg |
| 2009  | Championnats d'Europe | Tbilissi  | 2e       | Moins de 52 kg |
| 2009  | Championnats du monde | Rotterdam | 3e       | Moins de 52 kg |
| 2011  | Championnats d'Europe | Istanbul  | 3e       | Moins de 52 kg |
| 2011  | Championnats du monde | Paris     | 3e       | Moins de 52 kg |